# Ohafia
Ohafia è una città della Repubblica Federale della Nigeria appartenente allo Stato di Abia. 
È il capoluogo dell'omonima area a governo locale (local government area) che conta una popolazione di 245.144 abitanti.